# René Lepelley

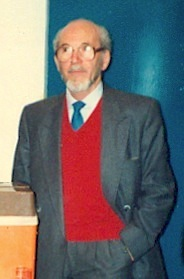
René Lepelley, 1990

René Lepelley  (* 4. April 1925 in Quettehou; † 29. August 2011 in Caen) war ein französischer Romanist und Dialektologe.

## Leben und Werk
Lepelley besuchte Gymnasien in Cherbourg und studierte von 1944 bis 1949 in Paris. Dann war er Gymnasiallehrer in Tunis und (ab 1957) in Bayeux. 1962 bestand er die Agrégation de grammaire. Ab 1964 lehrte er als Assistent von Francis Bar an der Universität Caen.
Lepelley habilitierte sich 1971 an der Universität Paris-Nanterre bei Alain Lerond mit der Thèse Le Parler normand du Val de Saire (Manche). Phonétique, Morphologie, Vocabulaire de la vie rurale (Cahiers des Annales de Normandie 7, 1974) und war ab 1974 Professor in Caen. Er initiierte 1983 ein Zentrum für normannische Studien, das heute den Namen Office Universitaire d'Études Normandes (OUEN) trägt.

## Weitere Werke

### Wissenschaftliche  Dialektologie
- (mit Patrice Brasseur) Questionnaire de l'Atlas linguistique et ethnographique normand, Caen 1970 (Der Sprachatlas wurde von Patrice Brasseur publiziert: 4 Bde., Paris 1980, 1984, 1997, 2011)
- (Hrsg.) Les produits alimentaires à base de farine dans le Nord-Ouest du domaine gallo-roman. Actes du Colloque de Dialectologie tenu à Caen en mars 1973, Caen 1975
- (Hrsg.) Dialectologie et littérature du domaine d'oïl occidental. Actes du Colloque tenu à l'Université de Caen en février 1981, Caen 1983
- (Hrsg. mit Monique Léon) Récits et légendes de Normandie recueillis dans le Clos du Cotentin, Caen 1985
- (Hrsg. und Übersetzer) Guillaume le duc, Guillaume le roi. Extraits du "Roman de Rou" de Wace, Caen 1987
- Calvados, qui es-tu, d'où viens-tu ? (ou Le nom du Calvados),  Condé-sur-Noireau 1990
- Dictionnaire étymologique des noms de communes de Normandie, Caen 1993, 2003
- (Hrsg.) Comment parlent les normands ? Colloque organisé au Centre culturel international de Cerisy-la-Salle en septembre 1991, Saint-Lô 1993
- (Hrsg.) Paroles de Normands. Textes dialectaux du XIIe au XXe siècle, Caen 1995
- (Hrsg. und Übersetzer) Abbé Charles Lepeley, Chroniques patoises d'un curé de campagne. Val de Saire, Basse-Normandie 1928-1938, Condé-sur-Noireau 2003
- Espèces marines de Normandie. Appellations locales, Condé -sur-Noireau 2005

### Dialektologie für ein breiteres Publikum
- Dictionnaire du français régional de Basse-Normandie, Paris 1989
  - Dictionnaire du français régional de Normandie, Paris 1993 (2. Auflage)
  - Le parler de Normandie, Paris 2008 (3. Auflage)
- (mit Catherine Bougy) Expressions familières de Normandie, Paris 1998
- Noms de lieux de Normandie et des Îles Anglo-Normandes, Paris 1999
- La Normandie dialectale. Petite encyclopédie des langages et mots régionaux de la province de Normandie et des l̂les anglo-normandes, Caen 1999
- Le Dicotentin. 200 chroniques des mots d'ici et d'à côté, Cherbourg  2001 (Sprachglossen einer Radiosendung)
- Mots et parlures du Cotentin et autres lieux de Normandie, Cherbourg  2008
- Mots et parlures de la Normandie en long, en large et en travers, Cherbourg 2010